# Йохан III (Насау-Вайлбург)
Йохан III от Насау-Вайлбург (на немски: Johann III von Nassau-Weilburg; * 27 юни 1441, † 15 юли 1480) е граф на Насау-Вайлбург, от 1470 г. до смъртта си през 1480 г. съ-генент с баща си.

## Произход
Той е син на граф Филип II от Насау-Вайлбург (1418 – 1492) и на първата му съпруга Маргарета фон Лоон-Хайнсберг (1426 – 1446). Йохан III е съ-генент на Насау-Вайлбург с баща си от 1470 г.

## Фамилия
Йохан III се жени през 1464 г. за ландграфиня Елизабет фон Хесен Красивата (* 1453; † 22 април 1489), дъщеря на ландграф Лудвиг I фон Хесен и съпругата му Анна Саксонска, дъщеря на курфюрст Фридрих I от Саксония. Те имат децата:
- Лудвиг I (* 1466 или 1473; † 28 май 1523), от 1492 г. граф на Насау-Вайлбург
- Елизабет († млада)